# Broad Peak
Il Broad Peak (conosciuto in passato anche come K3,  8047 m s.l.m.) è una montagna del massiccio del Gasherbrum, la dodicesima più alta della Terra, situato sul confine tra Cina e Pakistan, nella catena del Karakorum, a circa 8 km dal K2.

## Toponimo
L'esploratore britannico Thomas George Montgomerie, durante la campagna di rilevamento del Karakoram nel 1856, lo chiamò K3, ma quando William M. Conway scoprì che la sua parte sommitale era lunga quasi 2 km lo ribattezzò Broad Peak, ovvero «Cima Larga». Il nome in lingua balti è Faichan Langri; la trasposizione letterale Phalchan Kangri non è invece accettata dai Balti.

## Conformazione
Il Broad Peak è costituito da 4 cime principali:
- Broad Peak di 8047 m
- Anticima di 8030 m
- Broad Peak Centrale di 8012 m
- Broad Peak Nord di 7550 m

Similarmente al vicino K2, il Broad Peak si trova ad oltre 80 km dal più vicino centro abitato, Askole, distanza percorribile solo a piedi in quanto compresa nel ghiacciaio Baltoro.

## Ascensioni

### Prima ascensione
La prima ascensione del Broad Peak fu compiuta il 9 giugno 1957 dalla spedizione austriaca composta da Marcus Schmuck, Fritz Wintersteller, Kurt Diemberger e Hermann Buhl. Gli alpinisti non utilizzarono né l'ossigeno, né portatori di alta quota.
Nella stessa spedizione Marcus Schmuck e Fritz Wintersteller realizzarono la prima salita dello Skil Brum Peak (7360 m) il 19 giugno 1957 in puro stile alpino in 53 ore.

### Prima ascensione femminile
La prima ascensione femminile è stata compiuta dalla polacca Krystyna Palmowska il 30 giugno 1983.

### Prima ascensione invernale
La prima ascensione invernale è stata effettuata il 5 marzo 2013 dai polacchi Maciej Berbeka, Adam Bielecki, Tomasz Kowalski e Artur Małek, lungo la via normale sul versante ovest. Il 6 e 7 marzo Bielecki e Małek hanno fatto ritorno al campo base, mentre Maciej Berbeka e Tomasz Kowalski, che avevano bivaccato a 7.900 metri e con i quali si erano persi i contatti radio dal 6 marzo, non hanno fatto ritorno e dall'8 marzo sono stati dati per dispersi. Per Berbeka si è trattato della terza salita invernale di un ottomila dopo il Manaslu nel 1984 e il Cho Oyu nel 1985, mentre per Bielecki della seconda, dopo il Gasherbrum I nel 2012. La spedizione è stata guidata da Krzysztof Wielicki, già autore anch'egli della prima salita invernale di tre ottomila, l'Everest nel 1980, il Kangchenjunga nel 1986 e il Lhotse nel 1988.

### Altre salite
- 1954: primo tentativo ad opera di una spedizione tedesca diretta dal Dr. Karl Herligkoffer lungo il versante SW, fallita a causa del brutto tempo e dell'eccessivo freddo.
- 1975: prima salita della cima centrale ad opera di una spedizione polacca diretta da Janusz Ferenski. Sulla cima arrivarono il 28 giugno Kazimierz Glazek, Janusz Kulis, Marek Kesicki, Bohdan Nowaczyk e Andrzej Sikorski (gli ultimi tre morirono nella discesa).
- 1977: seconda salita ad opera dei giapponesi Kazuhisa Noro, Takashi Ozaki, Yoshiyuki Tsuji.
- 1982: prima salita della montagna per lo spigolo nord - Broad Peak Nord (7600 m), ad opera dell'alpinista vicentino Renato Casarotto.
- 1983: il 30 giugno Erhard Loretan e Marcel Rüedi salgono in cima al Broad Peak dopo aver scalato nei giorni precedenti il Gasherbrum II (16 giugno) e il Gasherbrum I (23 giugno), raggiungendo così la vetta di tre ottomila in soli 15 giorni.[9]
- 18 luglio 2009: L'alpinista vicentina Cristina Castagna raggiunge la vetta con il suo compagno, ma perde la vita poco dopo precipitando in un crepaccio.
- 2005: i kazaki Denis Urubko e Sergey Samoilov aprono una nuova via sulla parete sud-ovest in stile alpino.[10]
- 2019: l'alpinista nepalese Nirmal Purja in data 29 ottobre 2019 ha portato a termine l'impresa di raggiungere tutte le quattordici le vette sopra gli 8 000 in una sola stagione.